# Prospect (Nouvelle-Galles du Sud)
Pour les articles homonymes, voir Prospect.
Prospect est une banlieue de Sydney en Nouvelle-Galles-du-Sud dans le comté de Cumberland (en) en Australie. 
Initialement Prospect était une colonie pour les condamnés émancipés avant de devenir un village. Depuis la colonisation, les colons ont défriché de plus grandes étendues de terre pour élever du bétail et construire des églises, des auberges, des écoles, des magasins et un grand réservoir. Le naturaliste Charles Darwin a visité Prospect en janvier 1836 pour y observer la géologie. 

## Géographie
Prospect est située à 32 kilomètres à l'ouest du centre d'affaires de Sydney, dans la zone d'administration locale de la ville de Blacktown et une petite partie du Conseil de Cumberland. Elle fait partie de la région du Greater Western Sydney (en). Figurant parmi les plus anciennes banlieues de Sydney, Prospect tire son nom de Prospect Hill, un point de repère important situé à proximité, du haut duquel pouvait s'apercevoir la campagne environnante à grande distance.

## Histoire
Avant l'arrivée de la First Fleet en 1788, Prospect était habitée par différents groupes du peuple Darug, dont les Warmuli. Les Aborigènes de la région étaient de culture forestière. Avec l'expansion de la colonisation européenne, la capacité des aborigènes à poursuivre leur mode de vie traditionnel, déjà fortement limité, disparait. Prospect Hill est la frontière, la première, et peut-être la seule, zone où une résistance organisée à grande échelle des aborigènes a lieu. 
Le lieutenant Watkin Tench a probablement nommé Prospect Hill en avril 1790. En juillet 1791, treize concessions de terres à Prospect sont accordées à des condamnés émancipés,. En janvier 1794, David Collins rapporte que les fermiers de Prospect Hill sont les plus productifs de la colonie.
Prospect devient la frontière entre les colons et les Australiens autochtones. L'hostilité s'intensifie jusqu'en 1797, année où une guérilla éclate entre les populations autochtones et les communautés de colons de Prospect et de Parramatta. Les aborigènes sont dirigés par leur chef, Pemulwuy, membre de la tribu Bidjigal qui occupe le territoire. Pemulwuy est le principal chef des raids contre la colonie dans les années 1790. En 1797, la guerre s'intensifie ; ses guérilleros lancent des raids réguliers contre les colonies des régions de Parramatta et de Prospect Hill. Les expéditions militaires britanniques échouent à localiser et à capturer Pemulwuy. 
Peu après 1808, William Lawson est nommé aide de camp de George Johnston. Il reçoit 500 acres (2 km2) à Prospect et y construit une grande maison, qu'il baptise Veteran Hall, car il est officier dans la NSW Veterans Company. Dans les années 1880, la majeure partie de la propriété est submergée par ce qui est aujourd'hui le réservoir de Prospect, bien que Veteran Hall lui-même est bien au-dessus du niveau de l'eau. En 1912, il est utilisé par l'armée et de nombreuses pièces sont subdivisées, ce qui donne naissance au mythe selon lequel il s'agit d'un « manoir de quarante pièces » à l'époque de Lawson. La maison est démolie en 1926. 
Nelson Lawson (en), troisième fils de l'explorateur William Lawson (1774–1850), épouse Honoria Mary Dickinson et, avant 1837, construit « Greystanes House », leur future résidence familiale, sur le versant ouest de Prospect Hill. On accède à Greystanes par une longue allée bordée d'arbres anglais : ormes (Ulmus procera), aubépines (Crataegus sp.), houx (Ilex aquifolium) et chèvrefeuilles (Clematis sp.), mêlés à des jacarandas (Jacaranda mimosifolia). La maison possède une large véranda semi-circulaire soutenue par quatre piliers. Les fondations sont en pierre, le toit en ardoise, et les portes et architraves en cèdre rouge massif. Richement meublée d'objets de la meilleure qualité, elle est le théâtre de nombreuses soirées fastueuses auxquelles participe l'élite de la colonie. Honoria Lawson meurt en 1845. Nelson se remarie un an plus tard, mais meurt en 1849, et la propriété revient à son père. La maison de Greystanes est démolie dans les années 1940.
La terre est cultivée de 1806 à 1888, année de la construction du réservoir de Prospect. En 1867, le gouverneur de Nouvelle-Galles du Sud nomme une commission chargée de recommander un projet d'approvisionnement en eau de Sydney. En 1869, il est recommandé de commencer la construction du projet de l'Upper Nepean Scheme (en). Ce projet comprend deux barrages de dérivation, situés à Pheasant's Nest et à Broughton's Pass, dans le bassin versant de l'Upper Nepean River. L'eau alimente une série de tunnels, de canaux et d'aqueducs, connus sous le nom de canal supérieur. L'eau doit être acheminée par gravité du bassin versant vers un réservoir à Prospect. Ce projet doit être le quatrième système d'approvisionnement en eau de Sydney, après le Tank Stream (en), le Busby's Bore (en) et les marais de Botany (Lachlan). Conçu et construit par le NSW Public Works (en), le réservoir Prospect est établi dans les années 1880 et achevé en 1888. Le mérite du projet Upper Nepean revient en grande partie à Edward Orpen Moriarty (en), ingénieur en chef de la branche des ports et des rivières du ministère des Travaux publics de 1858 à 1888. 
Dans les années 1870, avec l'effondrement de la production céréalière dans la plaine de Cumberland, la région de Prospect Hill semble avoir été largement consacrée à l'élevage. Les habitations des premiers colons ont été en grande partie détruites à cette époque. Au moment où la cartographie des environs est entreprise, la plupart de ces structures ont disparu, rendant leur localisation difficile. 
Le 30 janvier 2004, la partie est de Prospect, qui comprend la zone de la carrière, devient une nouvelle banlieue appelée Pemulwuy, du nom du chef autochtone. Elle comprend les nouveaux lotissements de Lakeside et de Nelson's Ridge, ainsi que la zone industrielle située dans la crête ovale de Prospect Hill. Ainsi, la majeure partie de Prospect Hill ne fait plus partie de la banlieue de Prospect.
Les entreprises d'exploitation de carrières ont progressivement pris le contrôle de Prospect Hill, extrayant la dolérite pour l'utiliser comme pierre de voirie, jusqu'à sa quasi-disparition, et avec elle une grande partie de la colline. La carrière de Prospect, qui fait aujourd'hui partie de Pemulwuy, est formée par une intrusion de dolérite dans les schistes d'Ashfield. Au moins sept types de roches différents sont présents dans cette intrusion. Le matériau est principalement de la picrite à gros grains avec de l'olivine-dolérite et de la dolérite. La dernière exploitation de carrière dans la région remonte à 2007. Au début des années 2010, la carrière de 330 ha est transformée en zone d'industrie légère. Prospect Highway (en) la traverse désormais,. 

## Personnalité
- William Lawson (1774-1850), explorateur britannique, y est mort.
- Anita Cobby (1959-1986), victime, y est morte.